# Селевкия (Памфилия)
Селевкия (др.-греч. Σελεύκεια) — один из древних городов на средиземноморском побережье Памфилии, области на юге Малой Азии. Руины находятся в 10 км к северу от г. Манавгата (около 3 км к северу от деревни Буджакшейхлер), в провинции Анталья, Турция.

## История
Селевкия упоминается в Stadiasmus Maris Magni (с лат. — «Стадиазм великого моря», др.-греч. Σταδιασμός ήτοι περίπλους της μεγάλης θαλάσσης, «Стадиазм, т. е. перипл о плавании по великому морю», III век н. э.) между Сидой и устьем Евримедонта (ныне Кёпрючай), на расстоянии 80 стадий от Сиды и на некотором расстоянии от моря.
Город располагался на вершине холма с крутыми склонами, естественным образом занимая выгодную оборонительную позицию.
Основан в доэллинистический период (330—30 гг. до н. э.).
Назван в честь Селевка I Никатора, основателя династии Селевкидов.
В VIII—IX вв. Селевкия была административным центром одного из районов (фем) византийской Малой Азии.
В 1180-е гг. Селевкию взяли под контроль армяне.
Сохранившиеся постройки: остатки агоры, мавзолей, римские бани, некрополь, несколько храмов. Из-за своей удаленности город не был разграблен на строительные материалы.

## Раскопки
Археологические спасательные раскопки в Селевкии (Лирбе) проводились в 1972—1979 гг. под руководством профессора Стамбульского университета Жале Инан. Агора считается наиболее хорошо сохранившимся сооружением такого типа в Памфилии. Находки (датируемые I—II вв. н. э.): бронзовая статуя Аполлона, мозаика, изображающая греческих учёных, и мозаика, изображающая Орфея, переданы Музею Антальи. Некоторые находки находятся в Музее Сиде.